# Río Sheshma
El río Shesma (del ruso: Шешма) es un río de la república de Tartaristán y el óblast de Samara, en Rusia, afluente por la izquierda del Kama, lo que lo convierte en subafluente del Volga. Tiene una longitud de 259 km, con una cuenca hidrográfica de 6.040 km². Tiene su origen en los montes de Bugulma y Belebéi y desemboca en el golfo del Kama del embalse de Kúibyshev. Tiene un régimen principalmente nival. Sus crecidas se dan en abril. El caudal medio del río es de 11.1 m³/s a 86 km de la desembocadura. Se hiela en noviembre o principios de diciembre hasta abril. Se usa para el abastecimiento de agua.